# MANPA
- 読売テレビ放送 > 読売テレビ番組の分野別一覧 > MANPA
- アニメ > テレビアニメ > 深夜アニメ > MANPA
- テレビ番組 > テレビアニメ > 深夜アニメ > MANPA

『MANPA』（マンパ、Monday ANimation PArkの略）は、読売テレビ (ytv) で火曜未明（月曜深夜）に放送されている関西ローカルの深夜アニメ枠。
本項では、前身の『MONDAY PARK』（マンデーパーク）および読売テレビにおける深夜帯（おおむね23時台以降）に放送される深夜アニメ全般について扱う。

## 概要
2004年4月13日の『MONSTER』（日本テレビ製作）の放送開始を機に、火曜未明（月曜深夜）に『MONDAY PARK』（マンデーパーク）の名称で1時間体制の深夜アニメ番組枠として新設された。2012年1月10日より現在の『MANPA』（マンパ）となり、同年4月3日以降は放送時刻が1:59 - 3:33となっている。
番組数は2023年4月期現在、おおむね3 - 4本程度である（後述するショートアニメや情報番組を含む）。時期によっては、自社制作の土曜夕方のアニメ番組（月曜19時台・日曜7時台時代を含む）やそれに関連する旧作の再放送がラインナップされる場合もある。
枠の創設から間もない2004年11月22日以降（Yahoo!テレビの番組表による）、新聞などの紙媒体の番組表やテレビなどの受信機におけるEPGでは『MANPA』全体で1つの番組として扱われている。2023年4月期現在、近畿地方の地上波放送局の深夜アニメ番組枠でこのような扱いで番組編成を行なっているのは『MANPA』が唯一のケースである。特に2010年代（2018年4月まで）は一般的な1本30分のアニメ番組の間に自社制作のミニ番組（5分程度のショートアニメ作品や情報番組）を挿入し、複合的な番組形式を強化していた。2010年代末期以降、『MANPA』以外の他の曜日の深夜番組枠でも深夜アニメを放送するケースがあるが、新聞などの紙媒体の番組表に限り、枠名は使用せずに番組ごとに分けて掲載されている（EPGでは『MANPA』と同様に一まとめにされている）。
番組開始時間の冒頭の3分間程度はステーションブレイク（カウキャッチャー）となり、実際には2:02に番組枠全体のオープニングムービーを流してから第1部の放送が始まる。ただし、時期や週によっては冒頭のCMの時間が異なり、7分程度に延長されることもある。また、本枠以前の他の番組において放送時間が拡大されて5 - 10分程度遅れる週が少なくなく、当枠自体もスポットCMが追加されて5分拡大する場合が多い。この関係で、作品の公式サイトなどで告知される放送時間より数分単位で遅れて始まったり、途中で挿入されるスポットCMの長さによっては放送終了の時間が数分単位で延びたりするなど、番組ごとに録画を行う際の弊害が生じている。
『MONDAY PARK』時代より、読売テレビが製作に関与する作品を中心に独自のウェブサイトを開設しており（日本テレビ製作作品については、同局の公式サイト内へのリンクのみ）、『MANPA』への改称を機に『MANPA』合同のウェブサイトも開設された。その後、2013年に同局の既存のアニメポータルサイト『ANIME ROOM』へ統合され、現在に至る。
『MONDAY PARK』時代は、各種番組表で文字数の制約を受ける場合に『マンデーパーク』・『マンデー』・『月パーク』などと略記されることがあった。

## 歴史
読売テレビでは、深夜帯のアニメ番組は本枠の創設前から一貫して月曜日に編成されており、この方針は『MONDAY PARK』にも引き継がれた（当時は自社制作・全国ネットのアニメ枠も月曜日に編成されていた）。本枠の創設以降も、近畿地方では数年にわたり月曜日は読売テレビだけが継続して深夜アニメ番組を放送していた。
2006年7月期には、読売テレビが製作委員会に参加した『無敵看板娘』が当枠で放送され、同局は在阪局で最後となるUHFアニメ（TOKYO MXなどの独立局を中心に放送するアニメ番組群）の放送に参入した。この時は単発の試みに留まったが、2008年7月期の『乃木坂春香の秘密』で本格的に参入し、本枠で放送している。
そんな中、毎日放送（MBS）も『アニメシャワー』枠や『アニメイズム』枠（当時は名称使用開始前）を補完する形で本枠とほぼ同一の時間帯に単発で放送していた深夜アニメ枠を、2011年4月期よりレギュラー化。2012年1月期よりMBSが2本体制に強化すると、前述の通り読売テレビも『MONDAY PARK』から『MANPA』へ名称を変更して対抗し、2014年7月期まで競合が発生していた。翌10月期からはMBS側が番組枠を水曜日未明（火曜日深夜）に移設し（現在の『アニメ特区』枠に相当）、競合は解消された。
本枠の創設当初は日本テレビ（日テレ）が製作した深夜アニメ番組の遅れネット、または月曜19時台の自社制作のアニメ番組の再放送が中心だったが、UHFアニメへの本格参入後は自社が製作委員会に参加するUHFアニメの放送を開始。2012年7月期の『薄桜鬼 黎明録』を機に自社が関与しないUHFアニメもネットを開始したが、それ以降は日テレ製作の深夜アニメは番組枠の不足などの理由でネットされないケースが増加している（サンテレビなどのエリア内の独立局でネットされた番組もある）。2019年7月期の『トライナイツ』を皮切りに、『MANPA』枠で放送しきれない番組は他の曜日に放送されるケースも散見されるようになった。
なお、主に2010年代以降は読売テレビの子会社であるYTE（旧・読売テレビエンタープライズ）が製作委員会に出資もしくは協力として参加している作品が多数発表されているが（一部は読売テレビと共同で参加）、読売テレビでは番組を放送しないケースがしばしば生じている（具体例は後述）。これらは主にUHFアニメとして、近畿地方ではサンテレビなどの他局でネットされているが、中には近畿地方のどの放送局でも放送されないものもある。具体例はYTEの記事を参照のこと。

## オープニング・エンドカード
第1部の開始前には、オープニングムービー（かつては静止画）が流されるのが慣例となっている。また、オープニングムービーをベースにしたエンドカード（静止画に「おわり」や「END」と文字が振られたもの）があったが、エンドカードは廃止されている。
現在のオープニングは2023年4月より使用されており、「読売テレビアニメ放送55周年記念 MANPAオープニングムービーコンテスト」の最優秀賞を受賞した立命館大学の学生による作品で、『色とりどりの深夜』というタイトルが付けられている。先代のオープニングと共に、『ANIME ROOM』のトップページで動画として公開されている。

### 過去のオープニング
- MONDAY PARK時代
  - 金色に近い黄土色を背景に赤色の文字で『MONDAY PARK』と表記された静止画（画面比率は4:3、2010年6月まで）
  - スケッチブック風の背景にデッサンと着色が施された『MONDAY PARK』と表記された静止画（画面比率は16:9、2010年7月から2011年12月まで）
- MANPA時代
  - スタジオディーンのアニメーターにより制作された。『MONPO』と描かれたロゴが登場すると、「O」がたこ焼きに変わり、たこ焼きが拾い上げられた直後に『MANPA』のロゴが完成するというもの（同時に、Pの中にたこ焼きが刺さる）。背景は時計回りに、空が朝から昼・夕方（日没）・夜に変化していくと同時に、地上には京都タワー・神戸ポートタワー・大阪城・通天閣の順に登場する。音楽はアレンジされたもので、締めくくりには『猫踏んじゃった』が用いられた。2012年1月から2013年9月まで使用された。
  - 2013年10月から2023年3月までのものは、テーマソングの作曲を高梨康治、アニメーションの制作をサテライトが手掛けた。ヒロインの女の子がたこ焼き型のミサイルを空に向かって発射し、花火として爆発させ、MANPAちゃんとMANPAのロゴマークが登場するというもの。ムービー内には、読売テレビの開局55周年記念仕様のロゴマークが描かれた看板も登場する。
  - 廃止されたエンドカードでは、提供クレジットと同様に黒縁・白文字で画面中央に「END」と後乗せで表示された（上記の先代のエンドカードではあらかじめ「END」または「おわり」と挿入されていた）。

## 放送作品一覧

### 作品の分類
1. 自社もしくは子会社のYTE（旧・読売テレビエンタープライズ）製作または製作協力作品
2. 日本テレビ製作作品（詳細）
3. 日本テレビ系列局以外のその他の放送局製作作品
4. UHFアニメ
5. 再放送作品
6. 若手アニメーター育成プロジェクト（アニメミライ→あにめたまご）の作品（2020年以降はネット実績なし）

### 放送中
| 部（放送時間）       | 作品名                                                 | 放送期間        | 製作局        | 備考      |
| -------------------- | ------------------------------------------------------ | --------------- | ------------- | --------- |
| 第1部（1:59 - 2:29） | サイレント・ウィッチ 沈黙の魔女の隠しごと              | 2025年7月8日 -  | TOKYO MX BS11 |           |
| 第2部（2:29 - 2:59） | 白豚貴族ですが前世の記憶が生えたのでひよこな弟育てます | 2025年7月8日 -  |               | YTE製作。 |
| 第3部（2:59 - 3:29） | 真・侍伝 YAIBA                                         | 2025年4月22日 - | 本局          | 再放送。  |

### アニ探!
『アニ探! アニメ探偵団』は、2014年10月7日より『MANPA』枠内で放送されていたミニ番組。同年9月まで放送されていた『MANPAちゃん』と同様に、読売テレビのアニメや関連するイベントの情報を紹介する。時期により放送の時間帯が変動していた。2018年4月10日時点で第1部の前に放送されていたが、翌4月17日以降はミニ番組は放送されていない。
ラジオ番組の『水谷優子のアニメ探偵団II』や『アニメ探偵団3』とは無関係である。
出演
- 局長 - 高山みなみ
  - 声のみの出演。「局長情報」としてアニメ情報を紹介している。

- 探偵 - 根本流風
  - シャーロック・ホームズのようにインバネスコートと鹿撃ち帽を着用してリポーターを務めた。2015年5月放送分までは「キャンディボイス」のメンバーとしてクレジットされていたが、6月にメンバーを追加して「アイドルオーケストラRY's」に改名し、8月放送分よりの「RY's」のメンバーとしてクレジットされている。読売テレビの公式サイトには、「キャンディボイス」時代の4人の名前（近藤ゆき、高橋紗妃、根本流風、濱頭優）がクレジットされている。

### 放送終了

#### 自社製作
製作委員会への参加作品も含む。各作品についての詳細は各作品の記事を、放送に関しての特記事項は脚注を参照のこと。
| 作品名                                                                                    | 放送期間                                        | 放送時間                                           | 備考 |
| ----------------------------------------------------------------------------------------- | ----------------------------------------------- | -------------------------------------------------- | --- |
| 無敵看板娘                                                                                | 2006年7月25日 - 10月17日                        | 第2部（2:12 - 2:42）                               | 本局が製作委員会に直接参加して放送した、初のUHFアニメ作品。 |
| 結界師（第38話以降）                                                                      | 2007年10月16日 - 2008年2月12日                  | 第1部（1:59 - 2:29）                               | 本局が最速放送。 2006年10月より2007年9月まで月曜夜7時枠全国ネットで放送されていたが、視聴率不振を払拭出来なかった結果、 系列局によってローカルセールス枠に格下げ、もしくは打ち切りとなった。 |
| 乃木坂春香の秘密                                                                          | 2008年7月15日 - 9月30日                         | 第2部（2:39 - 3:09）                               | 本局が本格的にUHFアニメの製作に参入するきっかけとなった作品。 前番組の放送スケジュールにより、10月の第1週から放送するために放送開始前の事前特番が未放送となった。                            |
| ケメコデラックス!                                                                         | 2008年10月7日 - 12月23日                        | 第2部（2:24 - 2:54）                               | |
| 07-GHOST                                                                                  | 2009年4月7日 - 9月22日                          | 第1部（1:44 - 2:14）                               | |
| GA 芸術科アートデザインクラス                                                             | 2009年7月7日 - 9月22日                          | 第2部（2:14 - 2:44）                               | 本局が最速放送。 |
| 犬夜叉 完結編                                                                             | 2009年10月6日 - 2010年3月30日                   | 第1部（1:44 - 2:14）                               | |
| 乃木坂春香の秘密 ぴゅあれっつぁ♪                                                          | 2009年10月6日 - 12月22日                        | 第2部（2:14 - 2:44）                               | 本局が最速放送。 前作と異なり、ハイビジョン放送に変更。 |
| ギャグマンガ日和+                                                                         | 2010年1月5日 - 6月29日                          | 第2部（2:14 - 2:20）                               | キッズステーションとの共同製作。 第3期まではKBS京都で放送。第5期は近畿広域圏では未放送。 |
| WORKING!!                                                                                 | 2010年4月6日 - 6月29日                          | 第1部（1:44 - 2:14）                               | |
| 殿といっしょ                                                                              | 2010年7月6日 - 9月21日                          | 第2部（2:14 - 2:16）                               | |
| ぬらりひょんの孫                                                                          | 2010年7月6日 - 12月28日                         | 第1部（1:44 - 2:14）                               | 本局が最速放送。 BS11との共同製作。 |
| たちゅまる劇場 →たちゅまる                                                                | 2010年10月5日 - 2011年3月29日                   | 第2部（2:14 - 2:47 → 2:14 - 2:17）                 | 2010年12月まではミニアニメ+パロディ元の作品のリバイバル放送の33分枠。 2011年1月からは『たちゅまる』としてミニアニメパートのみの放送となり、33分だった放送枠は3分になった。                   |
| ドラゴンクライシス!                                                                       | 2011年1月11日 - 3月29日                         | 第1部（1:44 - 2:14）                               | YTE・キッズステーションとの共同製作。 |
| 花咲くいろは                                                                              | 2011年4月5日 - 9月27日                          | 第1部（1:44 - 2:14）                               | キッズステーションとの共同製作。 YTE音楽協力。 |
| 殿といっしょ 〜眼帯の野望〜                                                               | 2011年4月5日 - 6月21日                          | 第2部（2:14 - 2:19）                               | 本局が最速放送。 |
| ぬらりひょんの孫 〜千年魔京〜                                                             | 2011年7月5日 - 12月27日                         | 第2部（2:14 - 2:44）                               | BS11との共同製作。 |
| WORKING'!!                                                                                | 2011年10月4日 - 12月27日                        | 第1部（1:44 - 2:14）                               | YTE製作。 |
| 輪廻のラグランジェ                                                                        | 2012年1月10日 - 3月27日                         | 第1部（1:44 - 2:14）                               | YTE音楽協力。 |
| 緋色の欠片                                                                                | 2012年4月3日 - 6月26日                          | 第1部（1:53 - 2:23）                               | |
| ZETMAN                                                                                    | 2012年4月3日 - 6月26日                          | 第2部（2:23 - 2:53）                               | 本局が最速放送。 |
| 輪廻のラグランジェ season2                                                                | 2012年7月3日 - 9月25日                          | 第1部（1:53 - 2:23）                               | YTE音楽協力。 |
| 緋色の欠片 第二章                                                                         | 2012年10月2日 - 12月25日                        | 第1部（1:58 - 2:28）                               | |
| ラブライブ!                                                                               | 2013年1月8日 - 4月2日                           | 第1部（1:58 - 2:28）                               | YTEが協力として参加。 2016年1月期にNHK Eテレで再放送。 |
| 翠星のガルガンティア                                                                      | 2013年4月9日 - 7月2日                           | 第1部（1:58 - 2:28）                               | YTE製作。 |
| にゅるにゅる!!KAKUSENくん                                                                 | 2013年7月9日 - 12月24日                         | 第1部（1:57 - 2:00）                               | |
| 世界でいちばん強くなりたい!                                                               | 2013年10月8日 - 12月24日                        | 第3部（2:42 - 3:12）                               | YTE・AT-X・ラジオ大阪が製作として参加。 |
| ノブナガン                                                                                | 2014年1月7日 - 4月1日                           | 第1部（1:59 - 2:29）                               | YTEとの共同製作。 |
| 極黒のブリュンヒルデ                                                                      | 2014年4月8日 - 7月1日                           | 第1部（1:59 - 2:29）                               | YTEとの共同製作。 |
| 人生相談テレビアニメーション「人生」                                                      | 2014年7月8日 - 9月30日                          | 第1部（1:59 - 2:29）                               | YTEとの共同製作。 |
| オオカミ少女と黒王子                                                                      | 2014年10月7日 - 12月23日                        | 第1部（1:59 - 2:29）                               | YTEとの共同製作。 |
| 夜ノヤッターマン                                                                          | 2015年1月13日 - 3月31日                         | 第1部（1:59 - 2:29）                               | YTEとの共同製作。 |
| WORKING!!!                                                                                | 2015年7月7日 - 9月29日                          | 第1部（1:59 - 2:29）                               | YTEとの共同製作。 |
| 虹色デイズ                                                                                | 2016年1月12日 - 6月28日                         | 第1部前半（1:59 - 2:14） →第1部後半（2:14 - 2:29） | 2016年3月までは『club RAINBOW〜虹色デイズ〜』との2本立て。 |
| とんかつDJアゲ太郎                                                                        | 2016年4月12日 - 6月28日                         | 第1部前半（1:59 - 2:14）                           | YTEとの共同製作。 |
| 甘々と稲妻                                                                                | 2016年7月5日 - 9月20日                          | 第1部（1:59 - 2:29）                               | 『あにめのめ』レーベル。 |
| 不機嫌なモノノケ庵                                                                        | 2016年7月5日 - 9月27日                          | 第4部（3:10 - 3:40）                               | YTE製作。 |
| WWW.WORKING!!                                                                             | 2016年10月4日 - 12月27日                        | 第2部（2:29 - 2:59）                               | |
| TRICKSTER -江戸川乱歩「少年探偵団」より-                                                  | 2016年10月4日 - 2017年3月28日                   | 第1部（1:59 - 2:29）                               | 『あにめのめ』レーベル。 |
| エルドライブ【ēlDLIVE】                                                                   | 2017年1月10日 - 3月28日                         | 第3部（2:59 - 3:29）                               | YTE製作。 |
| ヤマノススメ サードシーズン                                                               | 2018年7月3日 - 9月25日                          | 第1部（1:59 - 2:29）                               | YTE製作。 第1期はサンテレビ、第2期はKBS京都、第4期は毎日放送『アニメ特区』枠で放送。 |
| あかねさす少女                                                                            | 2018年10月2日 - 12月18日                        | 第2部（2:29 - 2:59）                               | アニマックスとの共同製作。 アニマックス開局20周年記念作品。 |
| エガオノダイカ                                                                            | 2019年1月8日 - 3月26日                          | 第1部（1:59 - 2:29）                               | 日本テレビ・TOKYO MX・WOWOWとの共同製作。 タツノコプロ創立55周年記念作品。 |
| スタンドマイヒーローズ PIECE OF TRUTH                                                     | 2019年10月8日 - 12月24日                        | 第1部（1:59 - 2:29）                               | TOKYO MX・BS11との共同製作。 |
| Re:ステージ! ドリームデイズ♪                                                              | 2020年1月14日 - 3月31日                         | 第2部（2:29 - 2:59）                               | YTE製作。 |
| 怪物事変                                                                                  | 2021年1月12日 - 3月30日                         | 第3部（2:59 - 3:29）                               | YTE製作。 |
| ドラゴン、家を買う。                                                                      | 2021年4月6日 - 6月22日                          | 第3部（2:59 - 3:29）                               | YTE製作。 |
| MARS RED                                                                                  | 2021年4月6日 - 6月29日                          | 第1部（1:59 - 2:29）                               | YTE製作。本局が最速放送。 YTE設立50周年記念作品。 |
| 死神坊ちゃんと黒メイド（第1期）                                                           | 2021年7月6日 - 9月21日                          | 第1部（1:59 - 2:29）                               | YTE・BS11製作。 |
| 錆喰いビスコ                                                                              | 2022年1月11日 - 3月29日                         | 第1部（1:59 - 2:29）                               | BS11との共同製作。 |
| 名探偵コナン ゼロの日常                                                                   | 2022年4月5日 - 5月10日                          | 第1部前半（1:59 - 2:14）                           | |
| ラブオールプレーLOVE                                                                      | 2022年4月5日 - 5月10日                          | 第1部後半（2:14 - 2:29）                           | 『ラブオールプレー』制作のウラ側を紹介するミニ番組。 |
| 本好きの下剋上 司書になるためには手段を選んでいられません（第3期）                        | 2022年4月12日 - 6月14日                         | 第2部（2:29 - 2:59）                               | YTE・BSフジ・WOWOW製作。 第2期までは朝日放送テレビ『アニサタ』枠で放送。 |
| シュート!Goal to the Future                                                               | 2022年7月5日 - 9月27日                          | 第1部（1:59 - 2:29）                               | YTE・BS日テレ・BSフジ・AT-X製作。 |
| 名探偵コナン 犯人の犯沢さん                                                               | 2022年10月4日 - 12月20日                        | 第1部（1:59 - 2:09）                               | |
| 勇者パーティーを追放されたビーストテイマー、最強種の猫耳少女と出会う                      | 2022年10月4日 - 12月27日                        | 第3部（2:39 - 3:09）                               | YTE製作。 |
| あやかしトライアングル                                                                    | 2023年1月10日 - 3月14日 2023年7月11日 - 9月26日 | 第3部（2:59 - 3:29）                               | BS11との共同製作。 2023年1月期は第6話までを放送。 2023年7月期に第1話から改めて放送。 |
| ノケモノたちの夜                                                                          | 2023年1月10日 - 4月4日                          | 第2部（2:29 - 2:59）                               | YTE製作。 |
| 事情を知らない転校生がグイグイくる。                                                      | 2023年4月11日 - 7月4日                          | 第1部（1:59 - 2:29）                               | YTE・BSフジ・アニマックス製作。 |
| 死神坊ちゃんと黒メイド（第2期）                                                           | 2023年7月11日 - 9月26日                         | 第1部（1:59 - 2:29）                               | YTE・BS11製作。 |
| お嬢と番犬くん                                                                            | 2023年10月3日 - 12月26日                        | 第1部（1:59 - 2:29）                               | BS朝日と共同製作。 |
| 異世界でもふもふなでなでするためにがんばってます。                                        | 2024年1月9日 - 3月26日                          | 第1部（1:59 - 2:29）                               | YTE・BS11製作。 |
| 死神坊ちゃんと黒メイド（第3期）                                                           | 2024年4月8日 - 6月24日                          | 第1部（1:59 - 2:29）                               | YTE・BS11製作。 |
| 魔王学院の不適合者 II 〜史上最強の魔王の始祖、転生して子孫たちの学校へ通う〜（第2クール） | 2024年4月16日 ‐ 7月9日                          | 第2部（2:29 - 2:59）                               | TOKYO MX・BS11・AT-Xとの共同製作。 第24話は8月3日に金曜日はシンデレラ枠で放送。 |
| 負けヒロインが多すぎる!                                                                   | 2024年7月16日 - 10月1日                         | 第1部（1:59 - 2:29）                               | TOKYO MX・BS11との共同製作。 |
| 勘違いの工房主〜英雄パーティの元雑用係が、実は戦闘以外がSSSランクだったというよくある話〜 | 2025年4月8日 - 6月24日                          | 第2部（2:29 - 2:59）                               | YTE・BS日テレ製作。 |
| ヴィジランテ -僕のヒーローアカデミア ILLEGALS-                                            | 2025年4月8日 - 7月1日                           | 第1部（1:59 - 2:29）                               | |

自社製作アニメの例外パターン

| 作品名                                                                                    | 放送期間                                        | 放送時間                                                  | 備考                                                                                                 |
| ----------------------------------------------------------------------------------------- | ----------------------------------------------- | --------------------------------------------------------- | --- |
| 魔王学院の不適合者 II 〜史上最強の魔王の始祖、転生して子孫たちの学校へ通う〜（第1クール） | 2023年1月11日 - 2月15日 2023年7月12日 ‐ 9月27日 | 水曜 3:41 - 4:11（火曜深夜） 水曜 3:22 - 3:52（火曜深夜） | TOKYO MX・BS11・AT-Xとの共同製作。 2023年1月期は第6話までを放送。 2023年7月期に第1話から改めて放送。 |
| ざつ旅-That's Journey-                                                                    | 2025年4月9日 ‐ 6月25日                          | 水曜 2:04 - 2:34（火曜深夜）                              | BS11・AT-Xとの共同製作。                                                                             |
| 本好きの下剋上 司書になるためには手段を選んでいられません（第1期）                        | 2025年7月4日 -                                  | 金曜 1:34 - 2:04（木曜深夜）                              | YTE・BSフジ・WOWOW製作。 2019年10月期に朝日放送テレビ『アニサタ』枠にて放送されたため、実質再放送。  |

#### MANPAちゃん
2012年10月16日から2014年9月30日まで、第1部と第2部の間に放送されたミニ番組。
「MANPAちゃんガール」と呼ばれる新人の女性声優により進行し、オープニングではMANPAちゃんガールが自ら描いたタイトル画が映される。当初は1人のみだったが、2014年1月以降は3人が担当した。この頃から、読売テレビが製作に関与しているゲームアプリ『戦国RUN』の紹介とプレイ、『ファミ通App』が監修するおすすめアプリの紹介も行われた。
2014年7月7日から9月29日まではTOKYO MXでも毎週月曜日 21:55 - 22:00に『MANPAちゃん-G』のタイトルで単独番組として放送されていた。
歴代のMANPAちゃんガール
- 山口立花子（秋のMANPAちゃんガール、2012年10月16日 - 11月27日）
- 佳村はるか（2代目MANPAちゃんガール、2012年12月4日 - 2013年1月29日）
- 溝口小百合（3代目MANPAちゃんガール、2013年2月5日 - 3月26日）
- 田野アサミ（4代目MANPAちゃんガール、2013年4月2日 - 6月25日）
- 森島亜梨紗（5代目MANPAちゃんガール、2013年7月2日 - 10月1日）
- 市道真央[注釈 10]（6代目MANPAちゃんガール・〈2014年1月より〉MANPAちゃんガール1号、2013年10月8日 - 9月30日）
- 新田ひより（MANPAちゃんガール2号、2014年1月7日 - 9月30日）
- 武藤志織（MANPAちゃんガール3号、2014年1月7日 - 9月30日）

過去の出演者
- サミュエル・ピナンスキー（翻訳家、2012年10月16日 - 12月18日）
- 浪川大輔（声優、2012年12月25日、2013年12月24日、2014年9月30日）
- 長崎行男（音響監督、2013年1月8日）
- 村田和也（翠星のガルガンティア監督、2013年4月9日）
- 諏訪道彦（読売テレビ編成局アニメーション部チーフプロデューサー、2013年6月11日）
- 川口敬一郎（人生相談テレビアニメーション「人生」監督、2014年7月8日）

#### 日本テレビ製作
日テレと同時期に『MANPA』枠以外で放送した作品は後述。
| 作品名                                | 放送期間                                                                | 放送時間                                                       | 備考 |
| ------------------------------------- | ----------------------------------------------------------------------- | -------------------------------------------------------------- | --- |
| MONSTER                               | 2004年4月13日 - 2005年10月18日                                          | 第1部（1:35 - 2:05 → 1:43 - 2:13）                             | |
| 闘牌伝説アカギ 〜闇に舞い降りた天才〜 | 2005年10月25日 - 2006年4月11日                                          | 第1部（1:43 - 2:13）                                           | |
| 桜蘭高校ホスト部                      | 2006年4月18日 - 10月10日                                                | 第1部（1:42 - 2:12）                                           | |
| 花田少年史                            | 2006年7月25日 - 8月29日                                                 | 第3部（2:42 - 3:12）                                           | 日本テレビでの放送から3年9か月遅れての放送。 実写映画版の宣伝を兼ねたもので、1 - 3・6・7・10話のみ放送された。 |
| DEATH NOTE                            | 2006年10月17日 - 2007年7月24日                                          | 第1部（2:01 - 2:31）                                           | |
| BUZZER BEATER                         | 2007年7月31日 - 10月9日 2007年10月16日 - 10月23日                       | 第1部（1:54 - 2:24） 第2部（2:29 - 2:59）                      | |
| 逆境無頼カイジ                        | 2007年10月30日 - 2008年2月12日 2008年2月19日 - 5月13日                  | 第2部（2:29 - 2:59） 第1部（1:59 - 2:29）                      | |
| 魔人探偵脳噛ネウロ                    | 2008年1月15日 - 2月12日 2008年2月19日 - 7月8日                          | 第3部（2:59 - 3:29） 第2部（2:29 - 2:59）                      | |
| RD 潜脳調査室                         | 2008年5月20日 - 9月30日 2008年10月7日 - 11月25日                        | 第1部（2:09 - 2:39） 第1部（1:54 - 2:24）                      | |
| ONE OUTS                              | 2008年12月2日 - 12月23日 2009年1月13日 - 3月31日 2009年4月7日 - 6月16日 | 第1部（1:54 - 2:24） 第1部（2:19 - 2:49） 第3部（2:44 - 3:14） | |
| 蒼天航路                              | 2009年6月23日 - 6月30日 2009年7月7日 - 9月29日 2009年10月6日 - 12月15日 | 第3部（2:44 - 3:14） 第4部（3:14 - 3:44） 第3部（2:44 - 3:14） | |
| 君に届け                              | 2009年12月22日 - 2010年1月5日 2010年1月12日 - 6月22日                   | 第3部（2:44 - 3:14） 第3部（2:20 - 2:50）                      | |
| RAINBOW-二舎六房の七人-               | 2010年6月29日 - 9月28日 2010年10月5日 - 12月21日                        | 第3部（2:16 - 2:46） 第3部（2:47 - 3:17）                      | 初回は2:50 - 3:20で放送された。 |
| 君に届け 2ND SEASON                   | 2011年1月11日 - 4月12日                                                 | 第3部（2:17 - 2:47）                                           | 本作は日本テレビの7日遅れと大幅に短縮されている。 |
| 逆境無頼カイジ 破戒録篇               | 2011年4月12日 - 6月28日 2011年7月5日 - 10月4日                          | 第3部（2:19 - 2:49） 第3部（2:44 - 3:14）                      | 初回は第4部で放送された。 |
| ユルアニ?                             | 2011年4月19日 - 6月28日 2011年7月5日 - 9月20日                          | 第4部（2:49 - 3:19） 第4部（3:14 - 3:44）                      | |
| HUNTER×HUNTER                         | 2011年10月11日 - 2014年10月28日                                         | 第2部 第3部 第4部                                              | 2011年10月期・2012年7月期・2013年7月期 - 12月期は第4部、 2012年1月期・2014年7月期は第2部、 2012年4月期・10月期 - 2013年7月期・2014年1月期 - 6月期・10月期は第3部で放送。 字幕放送は2013年10月7日から実施、連動データ放送は未実施。 |
| スフィアクラブ （声優バラエティ番組） | 2011年10月11日 - 12月20日                                               | 第3部（2:44 - 3:14）                                           | 日本テレビでは15分番組だったが、 本局では他地域のネット局同様に「2話連続・計30分」の放送。 |
| ちはやふる                            | 2012年1月10日 - 3月27日 2012年4月3日 - 6月26日                          | 第3部（2:44 - 3:14） 第4部（3:23 - 3:53）                      | 日本テレビからは1クール遅れネット。 |
| LUPIN the Third -峰不二子という女-    | 2012年7月3日 - 10月9日                                                  | 第2部（2:23 - 2:53）                                           | 日本テレビからは1クール遅れネット。 |
| ちはやふる2                           | 2013年1月22日 - 7月9日                                                  | 第2部（2:28 - 2:58）                                           | |
| 戦国BASARA Judge End                  | 2014年7月15日 - 10月7日                                                 | 第3部（3:14 - 3:44）                                           | 第1作『戦国BASARA』はMBS・CBCの共同製作。 第2作『戦国BASARA 弐』はMBS製作全国ネットで放送。 第4作『学園BASARA』はTBSの製作。 第2作まではMBSで放送。第4作は近畿広域圏では未放送。                                                   |
| 寄生獣 セイの格率                     | 2014年11月4日 - 2015年5月5日                                            | 第3部（3:12 - 3:42） 第4部（3:41 - 4:11）                      | |
| ルパン三世（PART4）                   | 2015年10月6日 - 2016年3月22日                                           | 第3部（2:59 - 3:29）                                           | |
| Infini-T Force                        | 2017年10月3日 - 12月26日                                                | 第3部（2:59 - 3:29）                                           | 本局も製作委員会に参加。 |
| ルパン三世 PART5                      | 2018年4月10日 - 9月25日                                                 | 第3部（2:59 - 3:29）                                           | 第2クールは第2部で放送。 |
| 風が強く吹いている                    | 2018年10月9日 - 2019年4月2日                                            | 第3部（2:59 - 3:29）                                           | 第2クールは第2部で放送。 |
| ワンダーエッグ・プライオリティ        | 2021年1月19日 - 4月6日                                                  | 第1部（1:59 - 2:29）                                           | 特別編は7月29日 1:45 - 2:49（水曜深夜）に『水曜スターナイト』枠にて放送。 |

日テレ製作アニメの例外パターン

| 作品名                                                          | 放送期間                                      | 放送時間                                                  | 備考                                                                 |
| --------------------------------------------------------------- | --------------------------------------------- | --------------------------------------------------------- | -------------------------------------------------------------------- |
| トライナイツ                                                    | 2019年8月8日 - 10月24日                       | 木曜 2:06 - 2:36（水曜深夜）                              | 『水曜スターナイト』枠で放送。                                       |
| EDENS ZERO（第1期）                                             | 2021年4月17日 - 10月9日                       | 土曜 1:35 - 2:05（金曜深夜）                              | 『金曜日はシンデレラ』枠で放送 （2024年9月以降は枠タイトル名なし）。 |
| ルパン三世 PART6                                                | 2021年10月16日 - 2022年4月2日                 | 土曜 1:28 - 1:58（金曜深夜）                              | 『金曜日はシンデレラ』枠で放送 （2024年9月以降は枠タイトル名なし）。 |
| EDENS ZERO（第2期）                                             | 2023年4月8日 - 10月7日                        | 土曜 1:05 - 1:35（金曜深夜）                              | 『金曜日はシンデレラ』枠で放送 （2024年9月以降は枠タイトル名なし）。 |
| 薬屋のひとりごと（第1期）                                       | 2023年10月28日 - 2024年3月30日                | 土曜 0:59 - 1:29（金曜深夜）                              | 『金曜日はシンデレラ』枠で放送 （2024年9月以降は枠タイトル名なし）。 |
| ザ・ファブル                                                    | 2024年4月13日 - 10月5日                       | 土曜 1:05 - 1:35（金曜深夜）                              | 『金曜日はシンデレラ』枠で放送 （2024年9月以降は枠タイトル名なし）。 |
| らんま1/2（2024年版・第1期）                                    | 2024年10月12日 - 12月28日                     | 土曜 1:05 - 1:35（金曜深夜）                              | 『金曜日はシンデレラ』枠で放送 （2024年9月以降は枠タイトル名なし）。 |
| Aランクパーティを離脱した俺は、元教え子たちと迷宮深部を目指す。 | 2025年1月18日 - 3月29日 2025年4月2日 - 7月2日 | 土曜 1:05 - 1:35（金曜深夜） 水曜 1:34 - 2:04（火曜深夜） |                                                                      |
| 光が死んだ夏                                                    | 2025年7月9日 -                                | 水曜 2:04 - 2:34（火曜深夜）                              |                                                                      |

#### その他の放送局製作
| 作品名                                                                    | 放送期間                                       | 放送時間                                  | 製作局                | 備考                                                                                               |
| ------------------------------------------------------------------------- | ---------------------------------------------- | ----------------------------------------- | --------------------- | -------------------------------------------------------------------------------------------------- |
| 機巧少女は傷つかない                                                      | 2013年10月8日 - 12月24日                       | 第2部（2:12 - 2:42）                      | AT-X                  | |
| SHOW BY ROCK!!                                                            | 2015年4月7日 - 6月23日                         | 第3部（2:59 - 3:29）                      | TOKYO MX              | |
| 赤髪の白雪姫                                                              | 2015年7月7日 - 9月22日 2016年1月12日 - 3月29日 | 第2部（2:29 - 2:59）                      | BSフジ                | |
| SHOW BY ROCK!! しょ〜と!!                                                 | 2016年7月5日 - 9月20日                         | 第3部（2:59 - 3:04）                      | TOKYO MX              | |
| タイムボカン                                                              | 2016年7月5日 - 9月27日                         | 第5部（3:40 - 4:10）                      | フジテレビ            | 一部の回を抜粋して放送。実質再放送（本放送は1975年10月4日 から1976年12月25日に関西テレビで放送。） |
| モブサイコ100                                                             | 2016年7月12日 - 9月27日                        | 第2部（2:29 - 2:59）                      | BSフジ                | 第2期は朝日放送テレビ『水もん』枠で放送。 第3期は近畿広域圏では未放送。                            |
| SHOW BY ROCK!!#                                                           | 2016年10月4日 - 12月20日                       | 第3部（2:59 - 3:29）                      | TOKYO MX              | 第3期以降はサンテレビで放送。                                                                      |
| 僕のヒーローアカデミア（第1期）                                           | 2017年1月10日 - 3月28日                        | 第2部（2:29 - 2:59）                      | 毎日放送              | 近畿広域圏では実質再放送。 第2期以降は土曜夕方枠で放送。                                           |
| 笑ゥせぇるすまんNEW                                                       | 2017年4月4日 - 6月20日                         | 第1部（1:59 - 2:29）                      | TOKYO MX アニマックス | 『あにめのめ』レーベル。                                                                           |
| 潔癖男子!青山くん                                                         | 2017年7月4日 - 9月19日                         | 第2部（2:29 - 2:59）                      | TOKYO MX              | |
| 妖怪アパートの幽雅な日常                                                  | 2017年7月4日 - 12月26日                        | 第1部（1:59 - 2:29）                      | BS11                  | 『あにめのめ』レーベル。                                                                           |
| ネト充のススメ                                                            | 2017年10月10日 - 12月12日                      | 第2部（2:29 - 2:59）                      | TOKYO MX              | |
| ゴールデンカムイ（第一期）                                                | 2018年4月10日 - 6月26日                        | 第1部（1:59 - 2:29）                      | TOKYO MX              | |
| Caligula -カリギュラ-                                                     | 2018年4月10日 - 6月27日                        | 第2部（2:29 - 2:59）                      | TOKYO MX              | 最終話は『火曜ナイトパーク』枠で放送。                                                             |
| ゴールデンカムイ（第二期）                                                | 2018年10月9日 - 12月25日                       | 第1部（1:59 - 2:29）                      | TOKYO MX              | |
| 消滅都市                                                                  | 2019年4月9日 - 6月25日                         | 第2部（2:29 - 2:59）                      | TOKYO MX              | |
| 俺を好きなのはお前だけかよ                                                | 2019年10月8日 - 12月31日                       | 第2部（2:29 - 2:59）                      | TOKYO MX BS11         | 2020年4月期に第1部で再放送。                                                                       |
| ダーウィンズゲーム                                                        | 2020年1月7日 - 3月24日                         | 第1部（1:59 - 2:29）                      | TOKYO MX BS11 AT-X    | |
| アルテ                                                                    | 2020年4月7日 - 6月23日                         | 第3部（2:59 - 3:29）                      | TOKYO MX BSフジ       | |
| 魔王学院の不適合者 〜史上最強の魔王の始祖、転生して子孫たちの学校へ通う〜 | 2020年7月7日 - 9月29日                         | 第1部（1:59 - 2:29）                      | TOKYO MX BS11 AT-X    | |
| ゴールデンカムイ（第三期）                                                | 2020年10月6日 - 12月22日                       | 第1部（1:59 - 2:29）                      | TOKYO MX              | |
| 逆転世界ノ電池少女                                                        | 2021年10月12日 - 12月28日                      | 第1部（1:59 - 2:29）                      | TOKYO MX BS11 AT-X    | |
| その着せ替え人形は恋をする                                                | 2022年1月11日 - 3月29日                        | 第2部（2:29 - 2:59）                      | TOKYO MX BS11         | |
| 乙女ゲー世界はモブに厳しい世界です                                        | 2022年4月5日 - 6月21日                         | 第3部（2:59 - 3:29）                      | AT-X                  | |
| ゴールデンカムイ（第四期）                                                | 2022年10月4日 - 11月8日 2023年4月4日 - 6月27日 | 第2部（2:09 - 2:39） 第2部（2:29 - 2:59） | TOKYO MX              | 2022年10月期は第42話までを放送。 2023年4月期に第37話から改めて放送。                               |
| ライザのアトリエ 〜常闇の女王と秘密の隠れ家〜                             | 2023年7月4日 - 9月19日                         | 第2部（2:29 - 2:59）                      | BS11                  | 初回は1時間スペシャルで放送。                                                                      |
| MFゴースト                                                                | 2023年10月3日 - 12月19日                       | 第2部（2:29 - 2:59）                      | アニマックス          | |
| 豚のレバーは加熱しろ                                                      | 2023年10月10日 - 12月26日                      | 第3部（2:59 - 3:29）                      | BS11                  | |
| MFゴースト 2nd Season                                                     | 2024年10月8日 - 12月24日                       | 第1部（1:59 - 2:29）                      | アニマックス          | |
| 天久鷹央の推理カルテ                                                      | 2025年1月7日 - 4月8日                          | 第1部（1:59 - 2:29）                      | BS11                  | 初回は2話連続放送。                                                                                |

その他の放送局製作アニメの例外パターン

| 作品名                              | 放送期間                      | 放送時間                      | 製作局        | 備考 |
| ----------------------------------- | ----------------------------- | ----------------------------- | ------------- | --- |
| 転生したらスライムだった件（第1期） | 2022年4月9日 - 9月24日        | 土曜 1:05 - 1:35 （金曜深夜） | BS11          | 『金曜日はシンデレラ』枠で放送。 第1期は2018年10月期・2019年1月期に、第2期は2021年1月・7月期に毎日放送『アニメ特区』枠にて放送されたため、実質再放送。 |
| 転生したらスライムだった件（第2期） | 2022年10月1日 - 2023年3月25日 | 土曜 1:05 - 1:35 （金曜深夜） | BS11          | 『金曜日はシンデレラ』枠で放送。 第1期は2018年10月期・2019年1月期に、第2期は2021年1月・7月期に毎日放送『アニメ特区』枠にて放送されたため、実質再放送。 |
| その着せ替え人形は恋をする Season 2 | 2025年7月11日 -               | 金曜 2:04 - 2:34 （木曜深夜） | TOKYO MX BS11 | |
| ふたりソロキャンプ                  | 2025年7月16日 -               | 水曜 1:29 - 1:59 （火曜深夜） | BS朝日        | |

#### UHFアニメ
| 作品名                                                         | 放送期間                                         | 放送時間             | 備考 |
| -------------------------------------------------------------- | ------------------------------------------------ | -------------------- | --- |
| 薄桜鬼 黎明録                                                  | 2012年7月10日 - 9月25日                          | 第3部（2:53 - 3:23） | 本局が最速放送。第1期『薄桜鬼』・第2期『薄桜鬼 碧血録』はサンテレビ・KBS京都でネットされていた。 本局としては初の純然たる外部製作UHFアニメとなる。                     |
| バディ・コンプレックス                                         | 2014年1月7日 - 4月1日                            | 第2部（2:29 - 2:59） | |
| ラブライブ!（2nd Season）                                      | 2014年4月8日 - 7月1日                            | 第2部（2:29 - 2:59） | 第1期ではYTEが協力として参加していたが、本作では不参加となっており外部製作のUHFアニメとなっている。 第2作・第3作はサンテレビ・KBS京都で放送。 第4作はNHK Eテレで放送。 |
| バディ・コンプレックス 完結編 -あの空に還る未来で-             | 2014年9月30日 - 10月7日                          | 第2部（2:41 - 3:11） | |
| 山田くんと7人の魔女                                            | 2015年4月14日 - 6月30日                          | 第1部（1:59 - 2:29） | |
| からかい上手の高木さん                                         | 2018年1月9日 - 3月27日                           | 第1部（1:59 - 2:29） | 『あにめのめ』レーベル。 |
| からかい上手の高木さん2                                        | 2019年7月9日 - 9月24日                           | 第2部（2:29 - 2:59） | 第3期は毎日放送『スーパーアニメイズム』枠にて放送。 |
| 鬼滅の刃                                                       | 2019年4月9日 - 10月1日                           | 第1部（1:59 - 2:29） | 2020年10月期に関西テレビで再放送。 劇場版および第2期以降は関西テレビで放送。                                                                                           |
| トニカクカワイイ                                               | 2020年10月6日 - 12月22日                         | 第2部（2:29 - 2:59） | 第2期は近畿広域圏では未放送。 |
| オルタンシア・サーガ                                           | 2021年1月12日 - 3月30日                          | 第2部（2:29 - 2:59） | |
| 86-エイティシックス-                                           | 2021年4月13日 - 6月22日 2021年10月5日 - 12月28日 | 第2部（2:29 - 2:59） | 第1クール放送翌週に特別編を放送。 第22話・第23話は、2022年5月17日 - 5月24日に第1部で放送。                                                                             |
| ソードアート・オンライン オルタナティブ ガンゲイル・オンライン | 2021年7月6日 - 9月28日                           | 第2部（2:29 - 2:59） | 2018年4月期に毎日放送『アニメシャワー』枠で放送されたため、実質再放送。                                                                                                |
| NieR:Automata Ver1.1a（第1クール）                             | 2023年1月10日 - 3月21日                          | 第1部（1:59 - 2:29） | 本放送は第8話まで。 第9話以降は2024年4月期の再放送にて初放送。 |
| 俺だけレベルアップな件                                         | 2024年1月9日 - 4月2日                            | 第2部（2:29 - 2:59） | 2024年10月期に再放送。 |
| NieR:Automata Ver1.1a（第2クール）                             | 2024年7月9日 - 10月1日                           | 第2部（2:29 - 2:59） | |
| 俺だけレベルアップな件 Season 2 -Arise from the Shadow-        | 2025年1月7日 - 4月1日                            | 第2部（2:29 - 2:59） | |

UHFアニメの例外パターン
| 作品名   | 放送期間               | 放送時間                     | 備考                                                                                 |
| -------- | ---------------------- | ---------------------------- | ------------------------------------------------------------------------------------ |
| 極主夫道 | 2021年9月5日 - 10月3日 | 日曜 2:28 - 2:58（土曜深夜） | Netflixで独占配信された作品のテレビ放送。 実写ミニドラマ『極工夫道』とセットで放送。 |

#### 再放送（ytvアニメアンコールセレクション）
| 作品名                                        | 放送期間                                                      | 放送時間                                  | 備考 |
| --------------------------------------------- | ------------------------------------------------------------- | ----------------------------------------- | --- |
| 犬夜叉                                        | 2004年10月5日 - 2006年7月18日                                 | 第2部（不明） 第3部（不明）               | |
| ブラック・ジャック                            | 2006年9月12日 - 2007年8月14日                                 | 第2部（不明） 第3部（不明）               | 以前、学校の長期休暇期間中に平日午後の枠で再放送されたこともあったが、この時は4:3サイズSD画質であった。 |
| エンジェル・ハート                            | 2006年12月5日 - 2007年12月18日                                | 第2部（不明） 第3部（不明）               | 『シティーハンター』の再放送開始後は第2部、『結界師』開始後は第3部で放送。本放送時は当枠よりも前の別枠（0:58 - 1:28）で放送された。なお次回予告はカットされていた。 |
| シティーハンター                              | 2007年8月21日 - 10月2日 2007年12月23日 2008年2月19日 - 4月1日 | 第3部（不明）                             | 『結界師』の移動や『魔人探偵脳噛ネウロ』開始のため休止・再開を繰り返していたが、2008年4月から三度休止中である。 つなぎ番組のような扱いで放送されたと見られ、当枠での放送以前にも日曜・月曜未明（土曜・日曜深夜）を中心に再放送されていたことがある。2019年1月から傑作集を再放送していることからサンテレビで毎週土曜深夜のと同時に再放送されている。 |
| 犬夜叉                                        | 2009年4月7日 - 6月30日 2009年7月7日 - 9月29日                 | 第2部（2:14 - 2:44） 第3部（2:44 - 3:14） | 2回目の再放送。一部の回を抜粋して放送。 |
| ぬらりひょんの孫 〜千年魔京〜 Best Selection! | 2012年10月16日 - 12月25日                                     | 第2部                                     | 投票で選ばれた11のエピソードを再放送。 |
| 緋色の欠片 第二章                             | 2013年7月16日 - 10月1日                                       | 第2部（2:11 - 2:41）                      | |
| 極黒のブリュンヒルデ                          | 2014年10月14日 - 12月23日                                     | 第2部（2:37 - 3:07）                      | |
| ラブライブ!                                   | 2015年1月6日 - 6月30日                                        | 第2部（2:29 - 2:59）                      | 第1・2期を連続して再放送。 |
| 電波教師                                      | 2015年7月7日 - 12月15日                                       | 第3部（2:59 - 3:29） 第1部（2:07 - 2:37） | |
| WORKING!!                                     | 2015年10月6日 - 12月22日                                      | 第3部（3:07 - 3:37）                      | |
| オオカミ少女と黒王子                          | 2016年4月12日 - 6月28日                                       | 第2部（2:29 - 2:59）                      | |
| 夜ノヤッターマン                              | 2016年4月12日 - 6月28日                                       | 第3部（2:59 - 3:29）                      | |
| タイムボカン24                                | 2017年4月4日 - 6月27日                                        | 第2部（2:29 - 2:59）                      | 第13話までの再放送。 |
| 僕のヒーローアカデミア                        | 2018年1月9日 - 4月3日                                         | 第2部（2:29 - 3:29）                      | 2話連続・第25話までの再放送。 |
| 名探偵コナン                                  | 2019年4月2日                                                  | 第2部（2:34 - 3:37）                      | 映画公開記念として「コナンvs怪盗キッド」を放送。 |
| MIX                                           | 2019年4月9日 - 6月18日                                        | 第3部（2:59 - 3:29）                      | 第11話までの再放送。 |
| 僕のヒーローアカデミア                        | 2019年7月16日 - 2020年4月7日                                  | 第3部（2:59 - 3:29）                      | 2019年7月期は第1期、10月期以降は第4期を再放送。 |
| ハクション大魔王2020                          | 2020年4月14日 - 7月7日                                        | 第2部（2:29 - 2:59）                      | 第10話までの再放送。 |
| 犬夜叉 完結編                                 | 2020年6月30日 - 9月29日                                       | 第2部（2:29 - 3:29）                      | 2話連続での再放送。 |
| 半妖の夜叉姫                                  | 2020年10月6日 - 2021年1月5日                                  | 第3部（2:59 - 3:29）                      | 第13話までの再放送。 |
| 僕のヒーローアカデミア                        | 2021年6月29日 - 9月28日                                       | 第3部（2:59 - 3:29）                      | 第102話から第113話までの再放送。 |
| 半妖の夜叉姫                                  | 2021年9月28日 - 2022年3月29日                                 | 第3部（2:59 - 3:29）                      | 第23話から第48話までの再放送。 |
| 僕のヒーローアカデミア                        | 2022年5月31日 - 6月28日                                       | 第1部（1:59 - 2:29）                      | 投票で選ばれた第1期から第4期までのベストバウトトップ5を放送。 |
| 僕のヒーローアカデミア                        | 2022年7月5日 - 9月20日                                        | 第2部（2:29 - 2:59）                      | 第101話から第113話までの再放送。 |
| ラブオールプレー                              | 2022年7月12日 - 9月27日                                       | 第3部（2:59 - 3:29）                      | 第14話から第24話までの再放送。 |
| MIX 2ND SEASON                                | 2023年4月4日 - 6月27日                                        | 第3部（2:59 - 3:29）                      | 第13話までの再放送。 |
| 僕のヒーローアカデミア                        | 2024年1月9日 - 3月26日                                        | 第3部（2:59 - 3:29）                      | 第127話 - 第138話までの再放送。 |
| 僕のヒーローアカデミア                        | 2024年7月2日 - 10月15日                                       | 第3部（2:59 - 3:29）                      | 第7期後半クールの再放送。 |
| 青のミブロ                                    | 2024年10月22日 - 2025年4月15日                                | 第3部（2:59 - 3:29）                      | |

再放送アニメの例外パターン
『名探偵コナン』の再放送が『MANPA』枠の内外を問わず、深夜帯に不定期に行われることがある。

#### 若手アニメーター育成プロジェクト（アニメミライ・あにめたまご）
読売テレビは毎日放送と共に近畿地方における『若手アニメーター育成プロジェクト』の発表作品のネット局となっており、年度によって両局のいずれかまたは両方でネットされる。2012年の第2回から放送してきたが、2020年以降は毎日放送共々放送がなく、アニマックスでの独占放送となっている。
- しらんぷり（2012年3月20日）
- BUTA（2012年3月27日）
- デス・ビリヤード（2013年3月19日）
- 龍 -RYO-（2013年3月26日）
- パロルのみらい島、大きい1年生と小さな2年生（2014年4月1日）
- 音楽少女（2015年3月24日）
- ハッピーカムカム（2015年3月31日）
- カラフル忍者いろまき、UTOPA（2016年4月5日）
- Hello WeGo!（2019年6月25日）
- 斗え!スペースアテンダントアオイ、チャックシメゾウ（2019年7月2日）
- キャプテン・バル（2019年7月9日）

### 番組の移り変わり
2004年4月 - 2018年3月
|             | 第1部                                     | 第1部                                     | 第2部                                         | 第3部                             | 第4部                                | 第5部                                 | 第6部                   |
| ----------- | ----------------------------------------- | ----------------------------------------- | --------------------------------------------- | --------------------------------- | ------------------------------------ | ------------------------------------- | ----------------------- |
| 2004年 4月  | MONSTER                                   | MONSTER                                   |                                               |                                   |                                      |                                       |                         |
| 2004年 7月  | MONSTER                                   | MONSTER                                   |                                               |                                   |                                      |                                       |                         |
| 2004年 10月 | MONSTER                                   | MONSTER                                   | 犬夜叉                                        | 犬夜叉                            |                                      |                                       |                         |
| 2005年 1月  | MONSTER                                   | MONSTER                                   | 犬夜叉                                        | 犬夜叉                            |                                      |                                       |                         |
| 2005年 4月  | MONSTER                                   | MONSTER                                   | 犬夜叉                                        | 犬夜叉                            |                                      |                                       |                         |
| 2005年 7月  | MONSTER                                   | MONSTER                                   | 犬夜叉                                        | 犬夜叉                            |                                      |                                       |                         |
| 2005年 10月 | 闘牌伝説アカギ ～闇に舞い降りた天才～     | 闘牌伝説アカギ ～闇に舞い降りた天才～     | 犬夜叉                                        | 犬夜叉                            |                                      |                                       |                         |
| 2006年 1月  | 闘牌伝説アカギ ～闇に舞い降りた天才～     | 闘牌伝説アカギ ～闇に舞い降りた天才～     | 犬夜叉                                        | 犬夜叉                            |                                      |                                       |                         |
| 2006年 4月  | 桜蘭高校ホスト部                          | 桜蘭高校ホスト部                          | 犬夜叉                                        | 犬夜叉                            |                                      |                                       |                         |
| 2006年 7月  | 桜蘭高校ホスト部                          | 桜蘭高校ホスト部                          | 無敵看板娘                                    | 花田少年史                        |                                      |                                       |                         |
| 2006年 9月  | 桜蘭高校ホスト部                          | 桜蘭高校ホスト部                          | 無敵看板娘                                    | ブラック・ジャック                |                                      |                                       |                         |
| 2006年 10月 | DEATH NOTE                                | DEATH NOTE                                | ブラック・ジャック                            |                                   |                                      |                                       |                         |
| 2006年 12月 | DEATH NOTE                                | DEATH NOTE                                | エンジェル・ハート                            | ブラック・ジャック                |                                      |                                       |                         |
| 2007年 1月  | DEATH NOTE                                | DEATH NOTE                                | エンジェル・ハート                            | ブラック・ジャック                |                                      |                                       |                         |
| 2007年 4月  | DEATH NOTE                                | DEATH NOTE                                | エンジェル・ハート                            | ブラック・ジャック                |                                      |                                       |                         |
| 2007年 7月  | BUZZER BEATER                             | BUZZER BEATER                             | エンジェル・ハート                            | ブラック・ジャック                |                                      |                                       |                         |
| 2007年 8月  | BUZZER BEATER                             | BUZZER BEATER                             | エンジェル・ハート                            | シティーハンター                  |                                      |                                       |                         |
| 2007年 10月 | 結界師                                    | 結界師                                    | 逆境無頼カイジ                                | エンジェル・ハート                |                                      |                                       |                         |
| 2008年 1月  | 結界師                                    | 結界師                                    | 逆境無頼カイジ                                | 魔人探偵脳噛ネウロ                |                                      |                                       |                         |
| 2008年 2月  | 逆境無頼カイジ                            | 逆境無頼カイジ                            | 魔人探偵脳噛ネウロ                            | シティーハンター                  |                                      |                                       |                         |
| 2008年 4月  | 逆境無頼カイジ                            | 逆境無頼カイジ                            | 魔人探偵脳噛ネウロ                            |                                   |                                      |                                       |                         |
| 2008年 5月  | RD 潜脳調査室                             | RD 潜脳調査室                             | 魔人探偵脳噛ネウロ                            |                                   |                                      |                                       |                         |
| 2008年 7月  | RD 潜脳調査室                             | RD 潜脳調査室                             | 乃木坂春香の秘密                              |                                   |                                      |                                       |                         |
| 2008年 10月 | RD 潜脳調査室                             | RD 潜脳調査室                             | ケメコデラックス!                             |                                   |                                      |                                       |                         |
| 2008年 12月 | ONE OUTS -ワンナウツ-                     | ONE OUTS -ワンナウツ-                     | ケメコデラックス!                             |                                   |                                      |                                       |                         |
| 2009年 1月  | ONE OUTS -ワンナウツ-                     | ONE OUTS -ワンナウツ-                     |                                               |                                   |                                      |                                       |                         |
| 2009年 4月  | 07-GHOST                                  | 07-GHOST                                  | 犬夜叉                                        | ONE OUTS -ワンナウツ-             |                                      |                                       |                         |
| 2009年 6月  | 07-GHOST                                  | 07-GHOST                                  | 犬夜叉                                        | ONE OUTS -ワンナウツ-             | 蒼天航路                             |                                       |                         |
| 2009年 7月  | 07-GHOST                                  | 07-GHOST                                  | GA 芸術家アート デザインクラス                | 犬夜叉                            | 蒼天航路                             |                                       |                         |
| 2009年 10月 | 犬夜叉 完結編                             | 犬夜叉 完結編                             | 乃木坂春香の秘密 ぴゅあれっつぁ♪              | 蒼天航路                          |                                      |                                       |                         |
| 2010年 1月  | 犬夜叉 完結編                             | 犬夜叉 完結編                             | ギャグマンガ日和+                             | 君に届け                          |                                      |                                       |                         |
| 2010年 4月  | WORKING!!                                 | WORKING!!                                 | ギャグマンガ日和+                             | 君に届け                          |                                      |                                       |                         |
| 2010年 7月  | ぬらりひょんの孫                          | ぬらりひょんの孫                          | 殿といっしょ                                  | RAINBOW 二舎六房の七人            |                                      |                                       |                         |
| 2010年 10月 | ぬらりひょんの孫                          | ぬらりひょんの孫                          | たちゅまる劇場                                | RAINBOW 二舎六房の七人            |                                      |                                       |                         |
| 2011年 1月  | ドラゴンクライシス                        | ドラゴンクライシス                        | たちゅまる                                    | 君に届け 2ND SEASON               |                                      |                                       |                         |
| 2011年 4月  | 花咲くいろは                              | 花咲くいろは                              | 殿といっしょ 眼帯の野望                       | 逆境無頼カイジ 破戒録篇           | ユルアニ?                            |                                       |                         |
| 2011年 7月  | 花咲くいろは                              | 花咲くいろは                              | ぬらりひょんの孫 ～千年魔京～                 | 逆境無頼カイジ 破戒録篇           | ユルアニ?                            |                                       |                         |
| 2011年 10月 | WORKING'!!                                | WORKING'!!                                | ぬらりひょんの孫 ～千年魔京～                 | スフィアクラブ                    | HUNTER×HUNTER                        |                                       |                         |
| 2012年 1月  | 輪廻のラグランジェ                        | 輪廻のラグランジェ                        | HUNTER×HUNTER                                 | ちはやふる （第1話 - 第12話）     |                                      |                                       |                         |
| 2012年 4月  | 緋色の欠片                                | 緋色の欠片                                | ZETMAN                                        | HUNTER×HUNTER                     | ちはやふる （第13話 - 第25話）       |                                       |                         |
| 2012年 7月  | 輪廻のラグランジェ season2                | 輪廻のラグランジェ season2                | LUPIN the Third ～峰不二子という女～          | 薄桜鬼 黎明録                     | HUNTER×HUNTER                        |                                       |                         |
| 2012年 10月 | 緋色の欠片 第二章                         | 緋色の欠片 第二章                         | ぬらりひょんの孫 ～千年魔京～ Best Selection! | HUNTER×HUNTER                     |                                      |                                       |                         |
| 2013年 1月  | ラブライブ!                               | ラブライブ!                               | ちはやふる2                                   | MANPAちゃん                       | HUNTER×HUNTER                        |                                       |                         |
| 2013年 4月  | 翠星のガルガンティア                      | 翠星のガルガンティア                      | ちはやふる2                                   | MANPAちゃん                       | HUNTER×HUNTER                        |                                       |                         |
| 2013年 7月  | にゅるにゅる!! KAKUSENくん                | にゅるにゅる!! KAKUSENくん                | MANPAちゃん                                   | 緋色の欠片 第二章                 | HUNTER×HUNTER                        |                                       |                         |
| 2013年 10月 | にゅるにゅる!! KAKUSENくん                | にゅるにゅる!! KAKUSENくん                | MANPAちゃん                                   | 機巧少女は傷つかない              | 世界でいちばん 強くなりたい!         | HUNTER×HUNTER                         |                         |
| 2014年 1月  | ノブナガン                                | ノブナガン                                | バディ・コンプレックス                        | MANPAちゃん                       | HUNTER×HUNTER                        |                                       |                         |
| 2014年 4月  | 極黒のブリュンヒルデ                      | 極黒のブリュンヒルデ                      | ラブライブ! （2nd Season）                    | MANPAちゃん                       | HUNTER×HUNTER                        |                                       |                         |
| 2014年 7月  | 人生相談 テレビアニメーション 「人生」    | 人生相談 テレビアニメーション 「人生」    | MANPAちゃん                                   | HUNTER×HUNTER                     | 戦国BASARA Judge End                 |                                       |                         |
| 2014年 10月 | オオカミ少女と黒王子                      | オオカミ少女と黒王子                      | アニ探!                                       | 極黒のブリュンヒルデ              | HUNTER×HUNTER                        |                                       |                         |
| 2014年 11月 | オオカミ少女と黒王子                      | オオカミ少女と黒王子                      | アニ探!                                       | 極黒のブリュンヒルデ              | 寄生獣 セイの格率 （第1話 - 第19話） |                                       |                         |
| 2015年 1月  | 夜ノヤッターマン                          | 夜ノヤッターマン                          | ラブライブ! （再放送）                        | アニ探!                           | 寄生獣 セイの格率 （第1話 - 第19話） |                                       |                         |
| 2015年 4月  | 山田くんと7人の魔女                       | 山田くんと7人の魔女                       | ラブライブ! （2nd Season）                    | SHOW BY ROCK!!                    | アニ探!                              | 寄生獣 セイの格率 （第20話 - 第24話） |                         |
| 2015年 5月  | 山田くんと7人の魔女                       | 山田くんと7人の魔女                       | ラブライブ! （2nd Season）                    | SHOW BY ROCK!!                    | アニ探!                              |                                       |                         |
| 2015年 7月  | WORKING!!!                                | WORKING!!!                                | 赤髪の白雪姫 （1stシーズン）                  | アニ探!                           | 電波教師 （第1話 - 第13話）          |                                       |                         |
| 2015年 10月 | アニ探!                                   | アニ探!                                   | 電波教師 （第14話 - 第24話）                  | ルパン三世 （PART4）              | WORKING!! （再放送）                 |                                       |                         |
| 2016年 1月  | 虹色デイズ （第1クール）                  | club RAINBOW ～虹色デイズ～               | 赤髪の白雪姫 （2ndシーズン）                  | ルパン三世 （PART4）              | アニ探!                              |                                       |                         |
| 2016年 4月  | とんかつDJ アゲ太郎                       | 虹色デイズ （第2クール）                  | アニ探!                                       | オオカミ少女と黒王子              | 夜ノヤッターマン                     |                                       |                         |
| 2016年 7月  | 甘々と稲妻                                | 甘々と稲妻                                | モブサイコ100                                 | SHOW BY ROCK!! しょ～と!!         | アニ探!                              | 不機嫌なモノノケ庵                    | タイムボカン （傑作選） |
| 2016年 10月 | TRICKSTER -江戸川乱歩 「少年探偵団」より- | TRICKSTER -江戸川乱歩 「少年探偵団」より- | WWW.WORKING!!                                 | SHOW BY ROCK!!#                   | アニ探!                              |                                       |                         |
| 2017年 1月  | TRICKSTER -江戸川乱歩 「少年探偵団」より- | TRICKSTER -江戸川乱歩 「少年探偵団」より- | 僕のヒーローアカデミア （第1期）              | エルドライブ【ēlDLIVE】           | アニ探!                              |                                       |                         |
| 2017年 4月  | 笑ゥせぇるすまんNEW                       | 笑ゥせぇるすまんNEW                       | タイムボカン24 （再放送）                     | アニ探!                           |                                      |                                       |                         |
| 2017年 7月  | 妖怪アパートの 幽雅な日常                 | 妖怪アパートの 幽雅な日常                 | 潔癖男子!青山くん                             | アニ探!                           |                                      |                                       |                         |
| 2017年10月  | 妖怪アパートの 幽雅な日常                 | 妖怪アパートの 幽雅な日常                 | ネト充のススメ                                | Infini-T Force                    | アニ探!                              |                                       |                         |
| 2018年 1月  | からかい上手の高木さん                    | からかい上手の高木さん                    | アニ探!                                       | 僕のヒーローアカデミア （再放送） | 僕のヒーローアカデミア （再放送）    |                                       |                         |

2018年4月以降
|            | 第1部                                                                      | 第1部                                                                      | 第2部                                                                                       | 第3部                                                                 |
| ---------- | -------------------------------------------------------------------------- | -------------------------------------------------------------------------- | ------------------------------------------------------------------------------------------- | --------------------------------------------------------------------- |
| 2018年4月  | ゴールデンカムイ（第一期）                                                 | ゴールデンカムイ（第一期）                                                 | Caligula -カリギュラ-                                                                       | ルパン三世 PART5                                                      |
| 2018年7月  | ヤマノススメ サードシーズン                                                | ヤマノススメ サードシーズン                                                | ルパン三世 PART5                                                                            |                                                                       |
| 2018年10月 | ゴールデンカムイ（第二期）                                                 | ゴールデンカムイ（第二期）                                                 | あかねさす少女                                                                              | 風が強く吹いている                                                    |
| 2019年1月  | エガオノダイカ                                                             | エガオノダイカ                                                             | 風が強く吹いている                                                                          | シティーハンター セレクション                                         |
| 2019年4月  | 鬼滅の刃                                                                   | 鬼滅の刃                                                                   | 消滅都市                                                                                    | MIX（再放送）                                                         |
| 2019年7月  | 鬼滅の刃                                                                   | 鬼滅の刃                                                                   | からかい上手の高木さん2                                                                     | 僕のヒーローアカデミア（再放送）                                      |
| 2019年10月 | スタンドマイヒーローズ PIECE OF TRUTH                                      | スタンドマイヒーローズ PIECE OF TRUTH                                      | 俺を好きなのはお前だけかよ                                                                  | 僕のヒーローアカデミア（再放送）                                      |
| 2020年1月  | ダーウィンズゲーム                                                         | ダーウィンズゲーム                                                         | Re:ステージ! ドリームデイズ♪                                                                | 僕のヒーローアカデミア（再放送）                                      |
| 2020年4月  | 俺を好きなのはお前だけかよ（再放送）                                       | 俺を好きなのはお前だけかよ（再放送）                                       | ハクション大魔王2020（再放送）                                                              | アルテ                                                                |
| 2020年7月  | 魔王学院の不適合者 〜史上最強の魔王の始祖、 転生して子孫たちの学校へ通う〜 | 魔王学院の不適合者 〜史上最強の魔王の始祖、 転生して子孫たちの学校へ通う〜 | 犬夜叉 完結編（再放送）                                                                     | 犬夜叉 完結編（再放送）                                               |
| 2020年10月 | ゴールデンカムイ（第三期）                                                 | ゴールデンカムイ（第三期）                                                 | トニカクカワイイ                                                                            | 半妖の夜叉姫（再放送）                                                |
| 2021年1月  | ワンダーエッグ・プライオリティ                                             | ワンダーエッグ・プライオリティ                                             | オルタンシア・サーガ                                                                        | 怪物事変                                                              |
| 2021年4月  | MARS RED                                                                   | MARS RED                                                                   | 86-エイティシックス-（第1クール）                                                           | ドラゴン、家を買う。                                                  |
| 2021年7月  | 死神坊ちゃんと黒メイド（第1期）                                            | 死神坊ちゃんと黒メイド（第1期）                                            | ソードアート・オンライン オルタナティブ ガンゲイル・オンライン                              | 僕のヒーローアカデミア（再放送）                                      |
| 2021年10月 | 逆転世界ノ電池少女                                                         | 逆転世界ノ電池少女                                                         | 86-エイティシックス-（第2クール）                                                           | 半妖の夜叉姫（再放送）                                                |
| 2022年1月  | 錆喰いビスコ                                                               | 錆喰いビスコ                                                               | その着せ替え人形は恋をする                                                                  | 半妖の夜叉姫（再放送）                                                |
| 2022年4月  | 名探偵コナン ゼロの日常                                                    | ラブオールプレー LOVE                                                      | 本好きの下剋上 司書になるためには 手段を選んでいられません （第3期）                        | 乙女ゲー世界はモブに厳しい世界です                                    |
| 2022年4月  | 86-エイティシックス（第22話 - 第23話）                                     |                                                                            | 本好きの下剋上 司書になるためには 手段を選んでいられません （第3期）                        | 乙女ゲー世界はモブに厳しい世界です                                    |
| 2022年4月  | 僕のヒーローアカデミア（再放送）                                           |                                                                            | 本好きの下剋上 司書になるためには 手段を選んでいられません （第3期）                        | 乙女ゲー世界はモブに厳しい世界です                                    |
| 2022年7月  | シュート!Goal to the Future                                                | シュート!Goal to the Future                                                | 僕のヒーローアカデミア（再放送）                                                            | ラブオールプレー（再放送）                                            |
| 2022年10月 | 名探偵コナン 犯人の犯沢さん                                                | 名探偵コナン 犯人の犯沢さん                                                | ゴールデンカムイ （第四期・第37話 - 第42話）                                                | 勇者パーティーを追放された ビーストテイマー、最強種の猫耳少女と出会う |
| 2023年1月  | NieR:Automata Ver1.1a （第1クール・第1話 - 第8話）                         | NieR:Automata Ver1.1a （第1クール・第1話 - 第8話）                         | ノケモノたちの夜                                                                            | あやかしトライアングル （第1話 - 第6話）                              |
| 2023年4月  | 事情を知らない転校生がグイグイくる。                                       | 事情を知らない転校生がグイグイくる。                                       | ゴールデンカムイ（第四期）                                                                  | MIX 2ND SEASON（再放送）                                              |
| 2023年7月  | 死神坊ちゃんと黒メイド（第2期）                                            | 死神坊ちゃんと黒メイド（第2期）                                            | ライザのアトリエ 〜常闇の女王と秘密の隠れ家〜                                               | あやかしトライアングル                                                |
| 2023年10月 | お嬢と番犬くん                                                             | お嬢と番犬くん                                                             | MFゴースト                                                                                  | 豚のレバーは加熱しろ                                                  |
| 2024年1月  | 異世界でもふもふなでなで するためにがんばってます。                        | 異世界でもふもふなでなで するためにがんばってます。                        | 俺だけレベルアップな件                                                                      | 僕のヒーローアカデミア（再放送）                                      |
| 2024年4月  | 死神坊ちゃんと黒メイド（第3期）                                            | 死神坊ちゃんと黒メイド（第3期）                                            | 魔王学院の不適合者 II 〜史上最強の魔王の始祖、転生して 子孫たちの学校へ通う〜（第2クール）  | NieR:Automata Ver1.1a （第1クール・再放送）                           |
| 2024年7月  | 負けヒロインが多すぎる!                                                    | 負けヒロインが多すぎる!                                                    | NieR:Automata Ver1.1a（第2クール）                                                          | 僕のヒーローアカデミア（再放送）                                      |
| 2024年10月 | MFゴースト 2nd Season                                                      | MFゴースト 2nd Season                                                      | 俺だけレベルアップな件 （Season 1・再放送）                                                 | 青のミブロ（再放送）                                                  |
| 2025年1月  | 天久鷹央の推理カルテ                                                       | 天久鷹央の推理カルテ                                                       | 俺だけレベルアップな件 Season 2 -Arise from the Shadow-                                     | 青のミブロ（再放送）                                                  |
| 2025年4月  | ヴィジランテ -僕のヒーローアカデミア ILLEGALS-                             | ヴィジランテ -僕のヒーローアカデミア ILLEGALS-                             | 勘違いの工房主 〜英雄パーティの元雑用係が、実は戦闘以外が SSSランクだったというよくある話〜 | 真・侍伝 YAIBA（再放送）                                              |
| 2025年7月  | サイレント・ウィッチ 沈黙の魔女の隠しごと                                  | サイレント・ウィッチ 沈黙の魔女の隠しごと                                  | 白豚貴族ですが前世の記憶が生えたので ひよこな弟育てます                                     | 真・侍伝 YAIBA（再放送）                                              |